# 特里姆城堡
特里姆城堡（英语：Trim Castle）是爱尔兰特里姆博因河南岸的一座城堡，由米斯勋爵休·德·拉西和其子沃尔特建造于12世纪，现仅存遗址，为爱尔兰政府所有的国家纪念物。